# Giải của Hiệp hội phê bình phim Chicago cho kịch bản chuyển thể hay nhất
Giải của Hiệp hội phê bình phim Chicago cho kịch bản chuyển thể hay nhất là một giải thưởng hàng năm của Hiệp hội phê bình phim Chicago dành cho kịch bản chuyển thể của một phim, được bầu chọn là hay nhất. Giải này mới được tách ra từ năm 2006. Trước đó, chỉ có một giải cho kịch bản hay nhất, chung cho cả kịch bản gốc và kịch bản chuyển thể.

## Kịch bản đoạt giải & được đề cử
| Năm  | Kịch bản                            | Soạn giả                           | Nguồn                                         |
| ---- | ----------------------------------- | ---------------------------------- | --------------------------------------------- |
| 2006 | The Departed                        | William Monahan                    | phim của Siu Fai Mak & Felix Chong            |
| 2006 | Little Children                     | Todd Field & Tom Perrotta          | tiểu thuyết của Tom Perrotta                  |
| 2006 | Notes on a Scandal                  | Patrick Marber                     | tiêu thuyết của Zoe Heller                    |
| 2006 | A Prairie Home Companion            | Garrison Keillor                   | show tạp kỹ truyền thanh của Garrison Keillor |
| 2006 | Thank You for Smoking               | Jason Reitman                      | tiểu thuyết của Christopher Buckley           |
| 2007 | No Country for Old Men              | Ethan & Joel Coen                  | tiểu thuyết của Cormac McCarthy               |
| 2007 | Atonement                           | Christopher Hampton                | tiêu thuyết của Ian McEwan                    |
| 2007 | Into the Wild                       | Sean Penn                          | sách của Jon Krakauer                         |
| 2007 | There Will Be Blood                 | Paul Thomas Anderson               | tiểu thuyết của Upton Sinclair                |
| 2007 | Zodiac                              | James Vanderbilt                   | sách của Robert Graysmith                     |
| 2008 | Slumdog Millionaire                 | Simon Beaufoy                      | tiểu thuyết của Vikas Swarup                  |
| 2008 | The Curious Case of Benjamin Button | Eric Roth                          | truyện ngắn của F. Scott Fitzgerald           |
| 2008 | The Dark Knight                     | Jonathan Nolan & Christopher Nolan |                                               |
| 2008 | Doubt                               | John Patrick Shanley               | kịch của John Patrick Shanley                 |
| 2008 | Frost/Nixon                         | Peter Morgan                       | kịch của Peter Morgan                         |